# Прангос кормовой
Прангос кормовой, или Прангос гиссарский, или Прангос зеравшанский (в отдельных регионах — юган; лат. Prangos pabularia) — вид двудольных растений рода Прангос (Prangos) семейства Зонтичные (Apiaceae). Впервые описан британским ботаником Джоном Линдли.

## Распространение и экология
Встречается в Афганистане, Иране, на севере Ирака, в восточной и южной частях Турции, в Азербайджане, Кыргызстане, Туркменистане, на северо-западе Индии и на севере Пакистана.
Растёт на галечнике по берегам рек, на осыпях, скалах, среди кустарников, на лугах, в пустынях и степях. Предпочитает горные, сухие, опустыненные участки.

## Ботаническое описание
Многолетнее травянистое растение.
Листья простые, опушённые, овальной или эллиптической формы, рассечённого членения. Размещены очерёдно по длине стебля и в прикорневой розетке; прикорневые листья быстро опадают.
Соцветие — зонтик, несёт мелкие пятилепестковые цветки жёлтого цвета.
Плод — вископлодник различных (бурого, белого, жёлтого, зелёного, красного, фиолетового) цветов.
Число хромосом — 2n=22.
В молодых растениях содержится около 2 % эфирных масел.

## Экология
Светолюбивое растение; ксерофит, мезотроф.

## Химический состав
В корнях растения обнаружены прангенин, императорин, оксипейцеданин, остхол, аллоимператорин, ксантотоксин, гидрат оксипейцеданина и другие не идентифицированные кумарины.

## Значение и применение
Кормовое растение. Листья и молодые побеги съедобны и для человека.
Плоды прангоса кормового используются как ветрогонное, мочегонное средство, улучшают работу желудка, стимулируют менструацию, а также применяются как абортивное средство (провоцируют выкидыш). В семенах содержатся афродизиаки. Корни используются при лечении зуда.

## Синонимы
Синонимичные названия:
- Koelzella pabularia (Lindl.) Hiroë
- Prangos cylindrocarpa Korovin
- Prangos lamellata Korovin